# TWSG1
TWSG1 (англ. Twisted gastrulation BMP signaling modulator 1) – білок, який кодується однойменним геном, розташованим у людей на короткому плечі 18-ї хромосоми. Довжина поліпептидного ланцюга білка становить 223 амінокислот, а молекулярна маса — 25 017.
| 10         |  | 20         |  | 30         |  | 40         |  | 50         |
| ---------- |  | ---------- |  | ---------- |  | ---------- |  | ---------- |
| MKLHYVAVLT |  | LAILMFLTWL |  | PESLSCNKAL |  | CASDVSKCLI |  | QELCQCRPGE |
| GNCSCCKECM |  | LCLGALWDEC |  | CDCVGMCNPR |  | NYSDTPPTSK |  | STVEELHEPI |
| PSLFRALTEG |  | DTQLNWNIVS |  | FPVAEELSHH |  | ENLVSFLETV |  | NQPHHQNVSV |
| PSNNVHAPYS |  | SDKEHMCTVV |  | YFDDCMSIHQ |  | CKISCESMGA |  | SKYRWFHNAC |
| CECIGPECID |  | YGSKTVKCMN |  | CMF        |  |            |  |            |

A: Аланін

C: Цистеїн

D: Аспарагінова кислота

E: Глутамінова кислота

F: Фенілаланін

G: Гліцин

H: Гістидин

I: Ізолейцин

K: Лізин

L: Лейцин

M: Метіонін

N: Аспарагін

P: Пролін

Q: Глутамін

R: Аргінін

S: Серин

T: Треонін

V: Валін

W: Триптофан

Кодований геном білок за функцією належить до білків розвитку. 
Задіяний у такому біологічному процесі, як альтернативний сплайсинг. 
Секретований назовні.